# Недобровка
Недобровка — деревня в Ржаксинском районе Тамбовской области России. Входит в состав Степановского сельсовета.

## География
Деревня находится на юге центральной части Тамбовской области, в лесостепной зоне, к югу от автодороги 68Н-055, на расстоянии примерно 6 километров (по прямой) к юго-западу от Ржаксы, административного центра района. Абсолютная высота — 171 метр над уровнем моря.

### Климат
Климат умеренно континентальный, относительно сухой, с холодной продолжительной зимой и тёплым летом. Средняя температура воздуха самого холодного месяца (января) — −11 °C (абсолютный минимум — −40 °C); самого тёплого месяца (июля) — 20,5 °C (абсолютный максимум — 42 °С). Продолжительность периода с положительной температурой выше 10 °C составляет 151 день. Среднегодовое количество атмосферных осадков составляет 450—475 мм, из которых большая часть выпадает в тёплый период. Продолжительность залегания снежного покрова составляет в среднем 135 дней.

## История
В 2003 году поселки Встречный, Крыловский, Прудовский Степановского сельсовета включены в состав деревни Недобровка.

## Население
| 2010 |
| ---- |
| 83   |

### Половой состав
По данным Всероссийской переписи населения 2010 года в гендерной структуре населения мужчины составляли 44,6 %, женщины — соответственно 55,4 %.

### Национальный состав
Согласно результатам переписи 2002 года, в национальной структуре населения русские составляли 98 % из 87 чел.